# Corriente de Tasmania
La corriente de Tasmania o corriente de Fuga de Tasmania (inglés, Tasman Outflow) es el más reciente descubierto respecto a las corrientes oceánicas.  La existencia de la corriente fue publicada por un equipo de científicos de la división australiana de investigación marítima y atmosférica del CSIRO en agosto de 2007, interpretando datos de salinidad y de temperatura tomados entre 1950 a 2002. La corriente pasa a una profundidad media de 800–1.000 metros del océano Pacífico por las cercanías del sur de Tasmania  al océano Antártico que rodea el Antártida. 
Se presenta la existencia de una nueva ruta que dibuja aguas relativamente frías desde el océano Pacífico hasta el Atlántico Norte a través del "escape" de Tasmania. El "escape de Tasmania" constituye un componente importante de la rama superior del corriendo transportador global (corriente Termohalí) y representa una extensión de los puntos de vista predominantes que hasta ahora hicieron énfasis en las rutas a través del pasaje Drake y Corriente de Percolación de Indonesia.
El agua de las capas superficiales fluye desde el Pacífico hasta el océano Índico como parte de la parte superior de la circulación termohalina global. Hay dos rutas para este intercambio entre el Pacífico y el Índico: ya sea al norte de Australia a través del archipiélago indonesio o al sur de Australia. La primera de estas rutas, el llamado CPI, ha sido objeto de esfuerzos de monitorización recientes y en curso. La segunda ruta, la Fuga de Tasmania, es mucho menos entendida, a pesar de que ha habido algunos adelantos recientes en la comprensión de su dinámica
Hay evidencias de que la corriente de Fuga exhibe variabilidad significativa interanual y tendencias a largo plazo.